# Cylindropuntia echinocarpa
Cylindropuntia echinocarpa là một loài thực vật có hoa trong họ Cactaceae. Loài này được (Engelm. & J.M.Bigelow) F.M.Knuth mô tả khoa học đầu tiên năm 1935.

## Hình ảnh

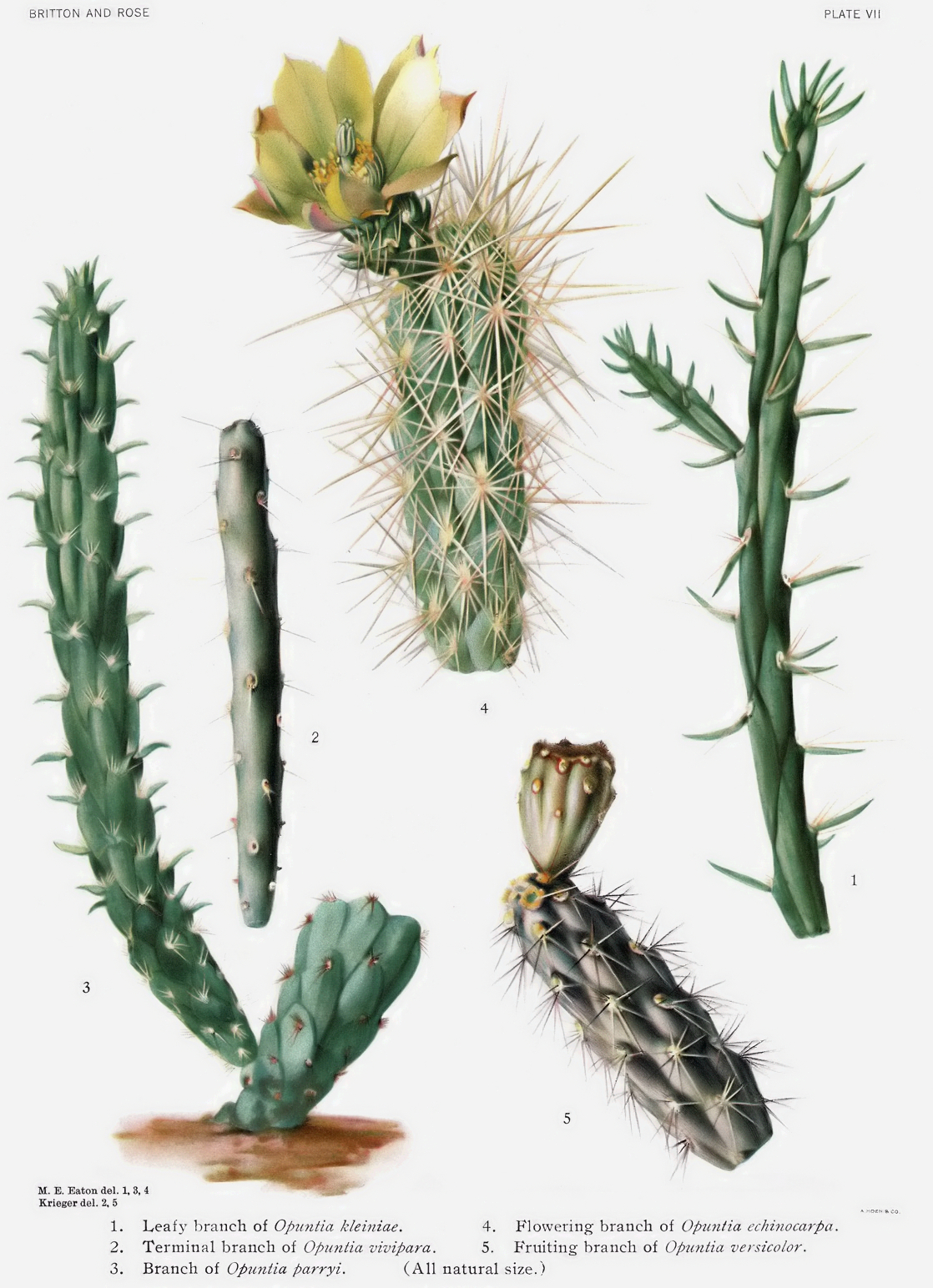
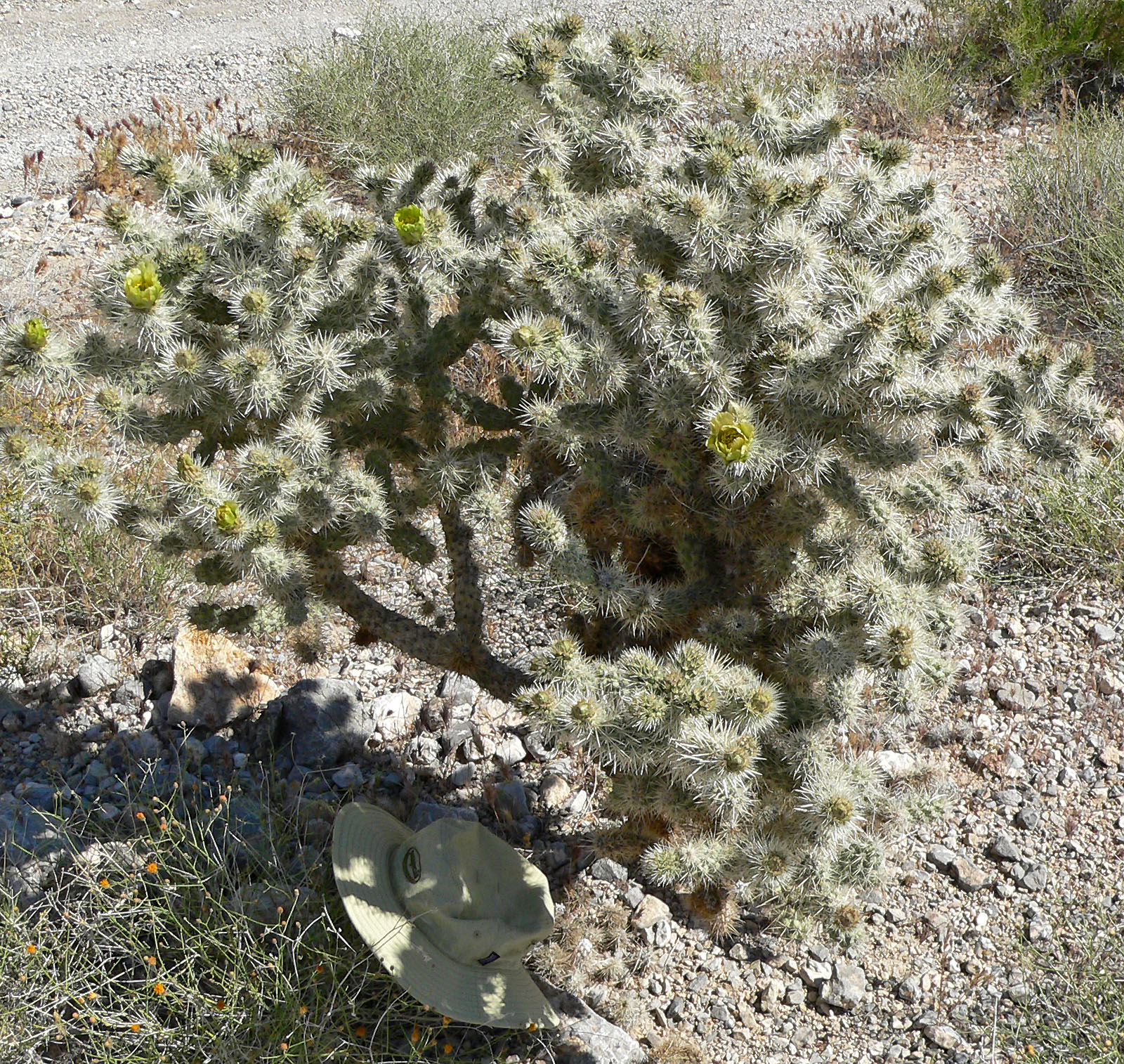
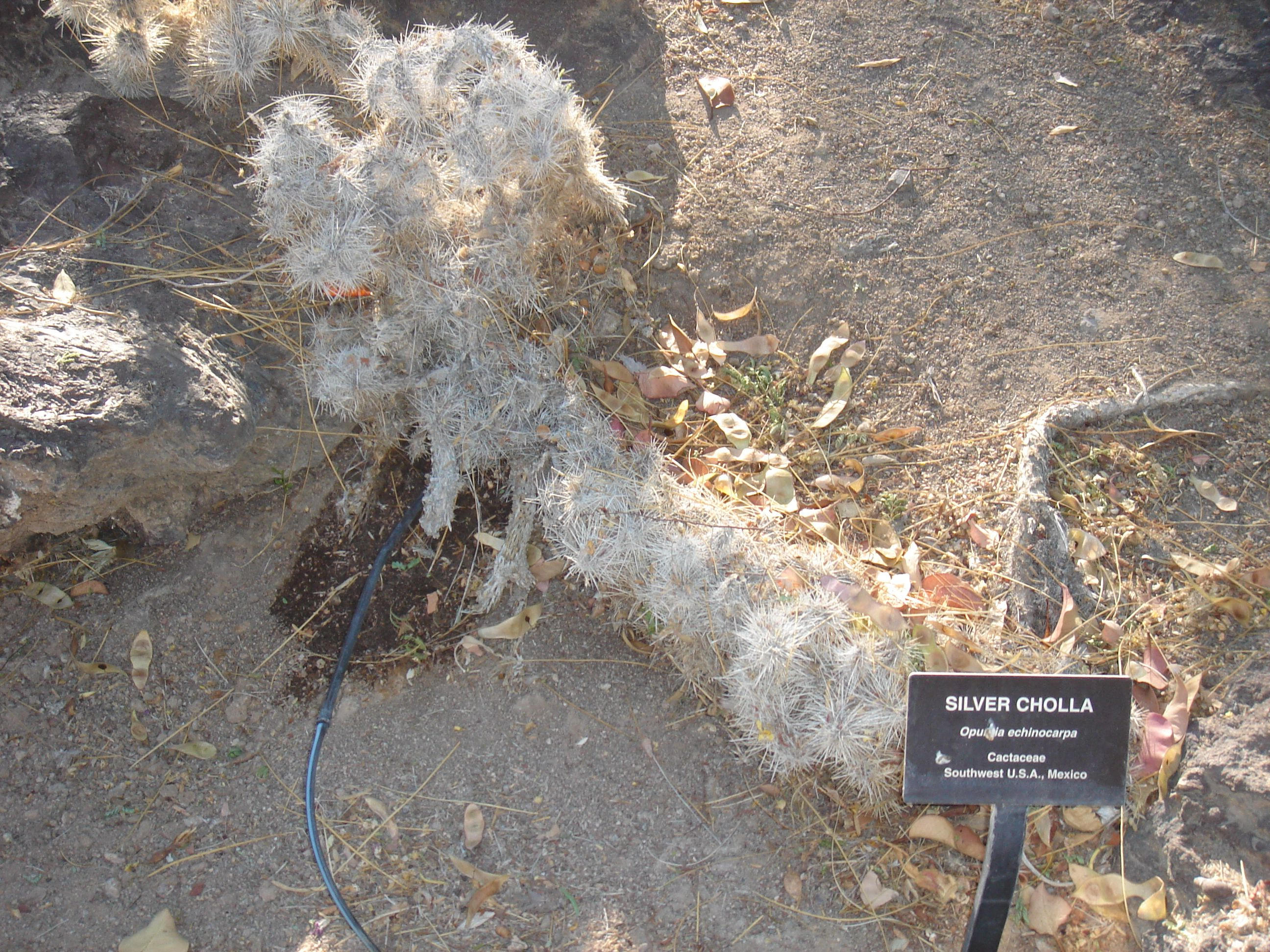
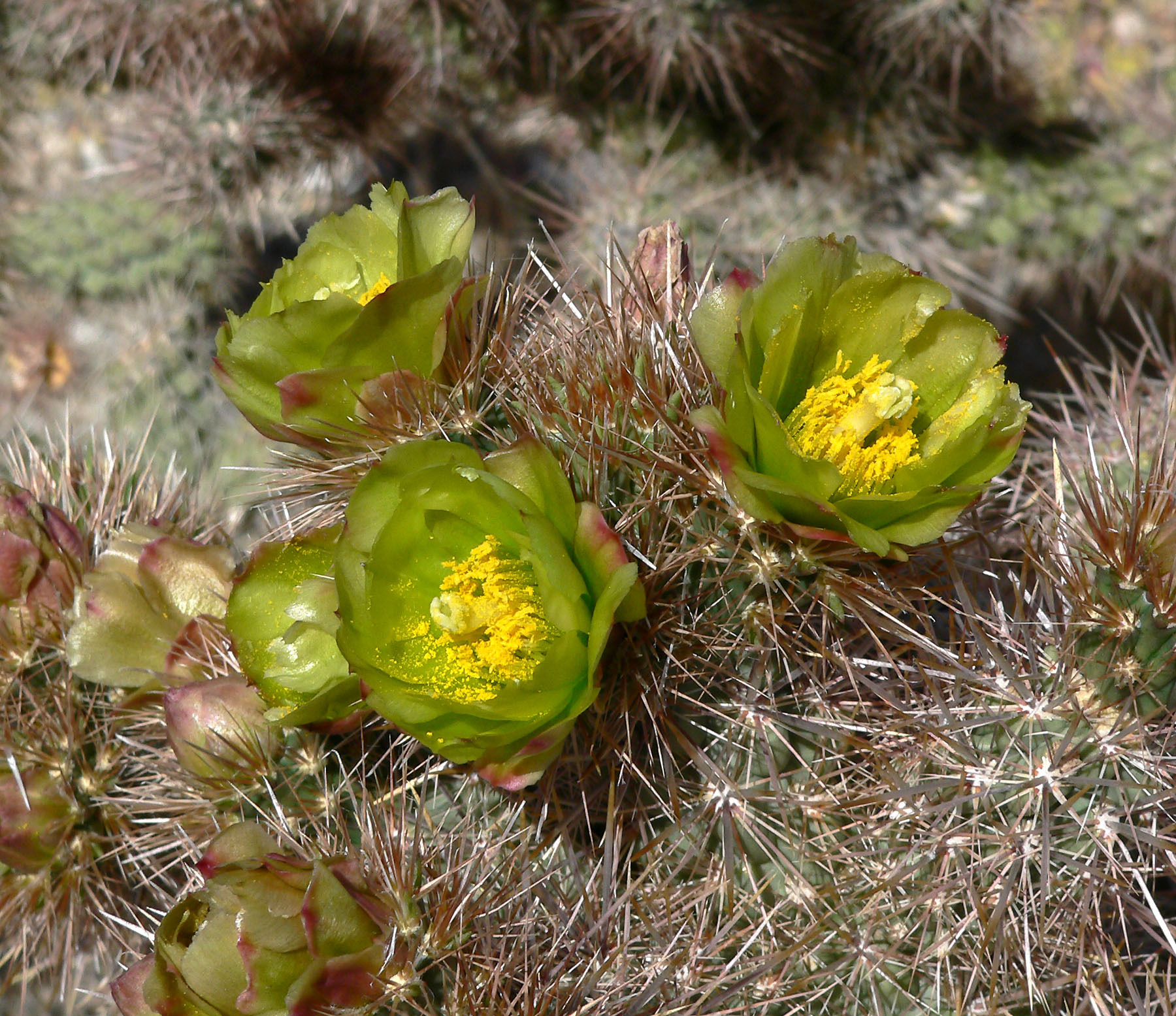